# Martin Lembke
Christian Bengt Martin Lembke, född den 5 juli 1900 i Stenbrohults församling, Kronobergs län, död den 30 april 2000 i Lunds domkyrkoförsamling, Lund
, var en svensk jurist och borgmästare i Lunds stad.
Martin Lembke var son till lantbrukaren Gustaf Lembke och Edla Ericsson. Han avlade studentexamen vid Katedralskolan och studerade därefter juridik vid Lunds universitet där han blev juris kandidat 1922. Hans juridiska bana gjorde honom sedermera till assessor i Göta hovrätt 1933, tillförordnad revisionssekreterare 1936 och hovrättsråd samma år. Vid sidan av sina tjänster inom domstolsväsendet hade han även ett flertal uppdrag inom finansdepartementet. Sålunda var han 1934-1938 knuten dit för utredningsuppdrag och blev byråchef för rättsavdelningen i samma departement 1938, vilket han var till 1941. Han var vidare Sveriges ombud vid internationella skatteavtalsförhandlingar med Ungern, Norge och Tyskland 1935-1939, sekreterare i 1936 års skattekommitté och ledamot av 1941 års familjebeskattningssakkunniga.
Sistnämnda år sökte och erhöll Lembke borgmästareämbetet i Lund, en post på vilken han förblev till sin pensionering 1967. Under denna tid hade han även uppdrag i bland annat hyresnämnden i Lund (från 1945), Malmö poliskollegium (1950-1961) och utskrivningsnämnden vid Sankt Lars sjukhus (från 1953).
Åter i Lund odlade Lembke även ett långvarigt engagemang inom stadens Knutsgille, i vilket han inträdde 1943, blev sekreterare 1951, vice stolsbroder 1953 och stolsbroder från 1958 till 1971. Som sådan fick han, efter åldermannen, professor Karl Gustav Ljunggrens plötsliga död strax före gilleshögtiden 1967 rycka in som ledare för densamma. Hans gilles- och yrkesbroder, lagmannen Anders Bruzelius, har beskrivit Lembke som "skicklig, ansvarsmedveten och klartänkt".
Martin Lembke gifte sig första gången 1930 med Elin Johansson (1904–1935), men blev änkling efter fem års äktenskap. Två år senare, 1937, gifte han om sig med danskan Grete Normann (1910–1991). Han fick två barn i det första äktenskapet och ett i det andra.